# 触不可及 (中国电影)
《触不可及》（英語：One Step Away），是2014年赵宝刚执导，高璇、任宝茹编剧，孙红雷、桂纶镁、方中信、徐静蕾、蒋勤勤、黄磊、蔡少芬主演的一部中国大陆谍战爱情片，为赵宝刚执导的首部电影。中国大陆于2014年9月19日上映。

## 剧情
故事背景跨越70年，讲述了一段战争时期一位中共地下工作者与一位舞蹈老师错综复杂的旷世之恋。

## 角色
| 演員   | 角色              | 備註       |
| 孙红雷 | 傅经年            |            |
| 桂纶镁 | 宁待              |            |
| 方中信 | 纪曾恩            |            |
| 徐静蕾 | 林月穎（ “影子”） |            |
| 蒋勤勤 | 卢秋漪            |            |
| 黄磊   | “回声”            |            |
| 蔡少芬 | 纪夫人            | 纪曾恩之妻 |

## 创作
这是赵宝刚的首部电影作品，赵宝刚表示：“我想在片中呈现一种经得起时间考验与磨砺的真挚爱情。”并在片中让孙红雷与桂纶镁用舞蹈代替言语来谈情说爱。

## 歌曲
电影主题曲《爱不可及》由张亚东作曲、林夕填词、王菲演唱，主题曲MV在9月9日曝光。

## 票房
中国大陆首周4020万元，第二周3080万元。最终累计7600万。

## 评价
《信息时报》：“ 最大的感受是演员的失控，导演差或者剧本差都是其次，这是件很让人意外的事，我从来都以为演员的作用于作品来说只是加分减分那么简单，从来没有一次能让我觉得，演员的表演毁掉了整部电影。这似乎只能证明一个问题：没有好与不好的演员，只有好与不好的导演。再好的演员在一个糟糕的导演调教下也会呈现出渣一样的演技，反之亦然。”